# Gare de Saint-Cassin-la-Cascade
La gare de Saint-Cassin-la-Cascade est une ancienne gare ferroviaire française de la ligne de Saint-André-le-Gaz à Chambéry, située sur le territoire de la commune française de Saint-Cassin, dans le département de la Savoie, en région Auvergne-Rhône-Alpes.
Elle est mise en service en 1884 par la Compagnie des chemins de fer de Paris à Lyon et à la Méditerranée (PLM). Elle devient une gare de la Société nationale des chemins de fer français (SNCF) en 1938, avec la nationalisation du réseau ferré français.
Elle est fermée au trafic voyageurs à une date inconnue, mais reste utilisée par la SNCF comme gare d’évitement.

## Situation ferroviaire

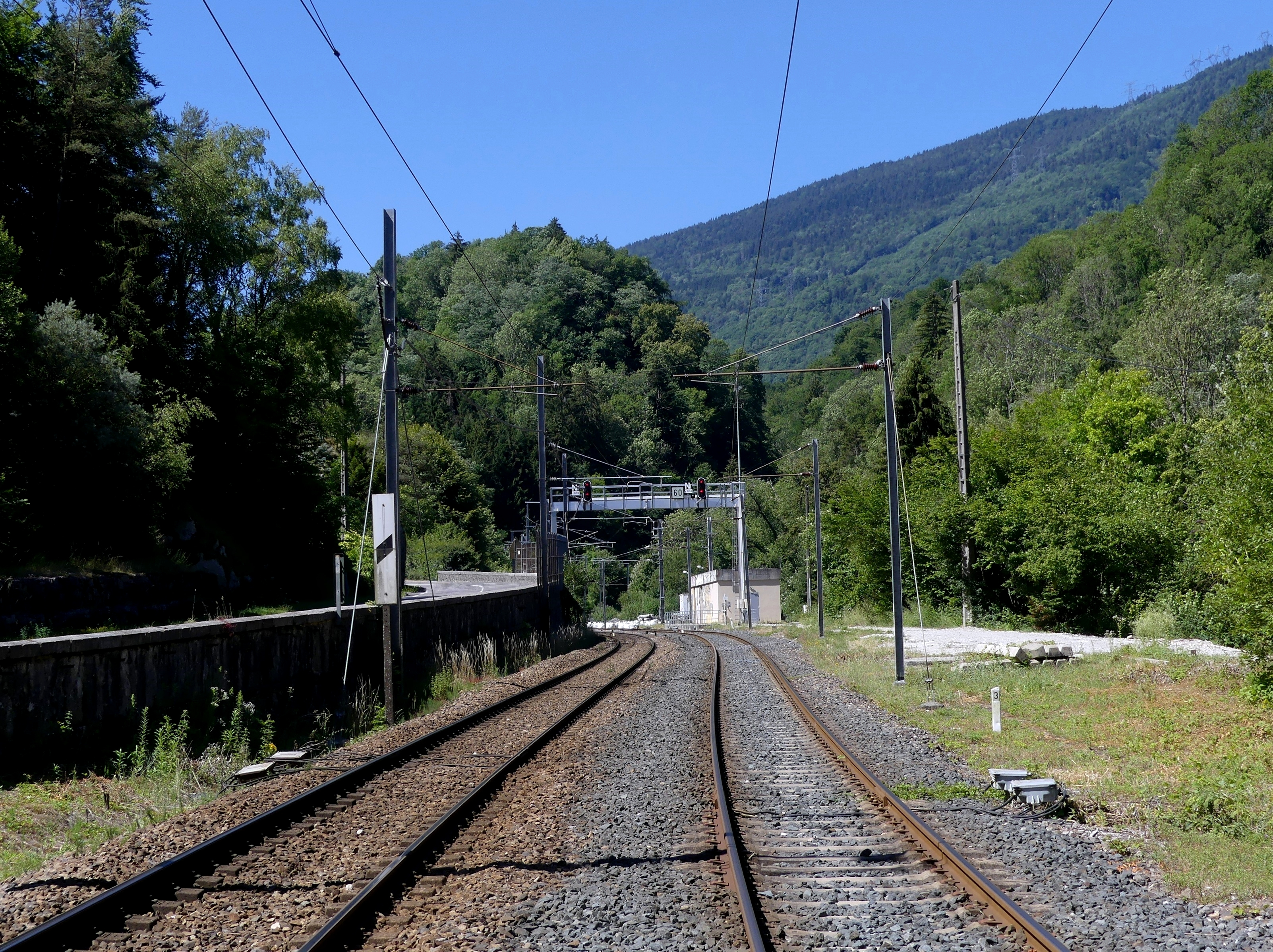
Emplacement de la gare en 2022.

Établie à 401 mètres d’altitude, la gare de Saint-Cassin est située au point kilométrique (PK) 96,151 de la ligne de Saint-André-le-Gaz à Chambéry, entre la gare ouverte d’Aiguebelette-le-Lac et la gare fermée de Cognin.
Elle est dotée de deux voies, qui se rejoignent en une voie unique à une centaine de mètres au sud de la gare pour s’engouffrer dans le tunnel ferroviaire de l’Épine, et à environ 400 mètres au nord pour remonter vers la gare de Chambéry - Challes-les-Eaux. Les deux voies sont électrifiées depuis le 18 février 1985 en 25 000 V.

## Histoire
La gare est ouverte en 1884.
Elle est fermée au trafic voyageurs à une date inconnue, mais sa voie d’évitement est conservée pour garantir le bon fonctionnement du trafic ferroviaire. En effet, la ligne de Saint-André-le-Gaz à Chambéry étant en voie unique, la gare est utilisée pour permettre le croisement ou le dépassement des trains,.

## Patrimoine ferroviaire
La gare était doté d’un bâtiment voyageurs et d’abris de quai. Ils sont aujourd’hui détruits.